# Sant'Antonino (Mascali)
Sant'Antonino (Sant'Antuninu in siciliano) è una frazione del comune di Mascali, nella Città metropolitana di Catania.
Tale piccola frazione è tutto ciò che resta dell'antica Mascali. Essa era infatti un quartiere della città delle sette torri miracolosamente risparmiato dalla colata lavica del 1928 che seppellì l'antico abitato di Mascali.  Dopo la ricostruzione, ne divenne una frazione separata, vista la nuova ubicazione in pianura del centro di Mascali.

## Monumenti e luoghi d'interesse

### Architetture religiose

#### Chiesa di Gesù e Maria
La chiesa di Gesù e Maria risalente al XVIII secolo, un tempo filiale del duomo di Mascali, possiede un interessante portale in pietra lavica, una tela settecentesca dell'incontro di Gesù con Maria sulla via della croce, una importante statua della Madonna delle Grazie in cartapesta e una torre campanaria costruita dopo l'eruzione lavica in segno di gratitudine per lo scampato pericolo dal fiume lavico. A seguito della distruzione di Mascali, essa divenne la "Chiesa Madre" per tutti i mascalesi e custodì il simulacro dell'Immacolata e di San Leonardo fino al 1935.

## Cultura

### Tradizioni
Ogni 9 novembre, si ringrazia il santo patrono Sant'Antonio di Padova per l'evento miracoloso della salvezza dall'eruzione dell'Etna del 1928. La festa del santo patrono si festeggia la domenica successiva al 13 giugno, con grande partecipazione di fedeli provenienti anche da molti paesi vicini.